# Arenaria conimbricensis subsp. conimbricensis
Arenaria conimbricensis subsp. conimbricensis é uma subespécie de planta com flor pertencente à família Caryophyllaceae. 
A autoridade científica da subespécie é Brot., tendo sido publicada em Phytogr. Lusit. Select. 1: 65 (1800).

## Portugal
Trata-se de uma subespécie presente no território português, nomeadamente em Portugal Continental.
Em termos de naturalidade é endémica da Península Ibérica.

## Protecção
Não se encontra protegida por legislação portuguesa ou da Comunidade Europeia.